# Tula (archäologische Stätte)

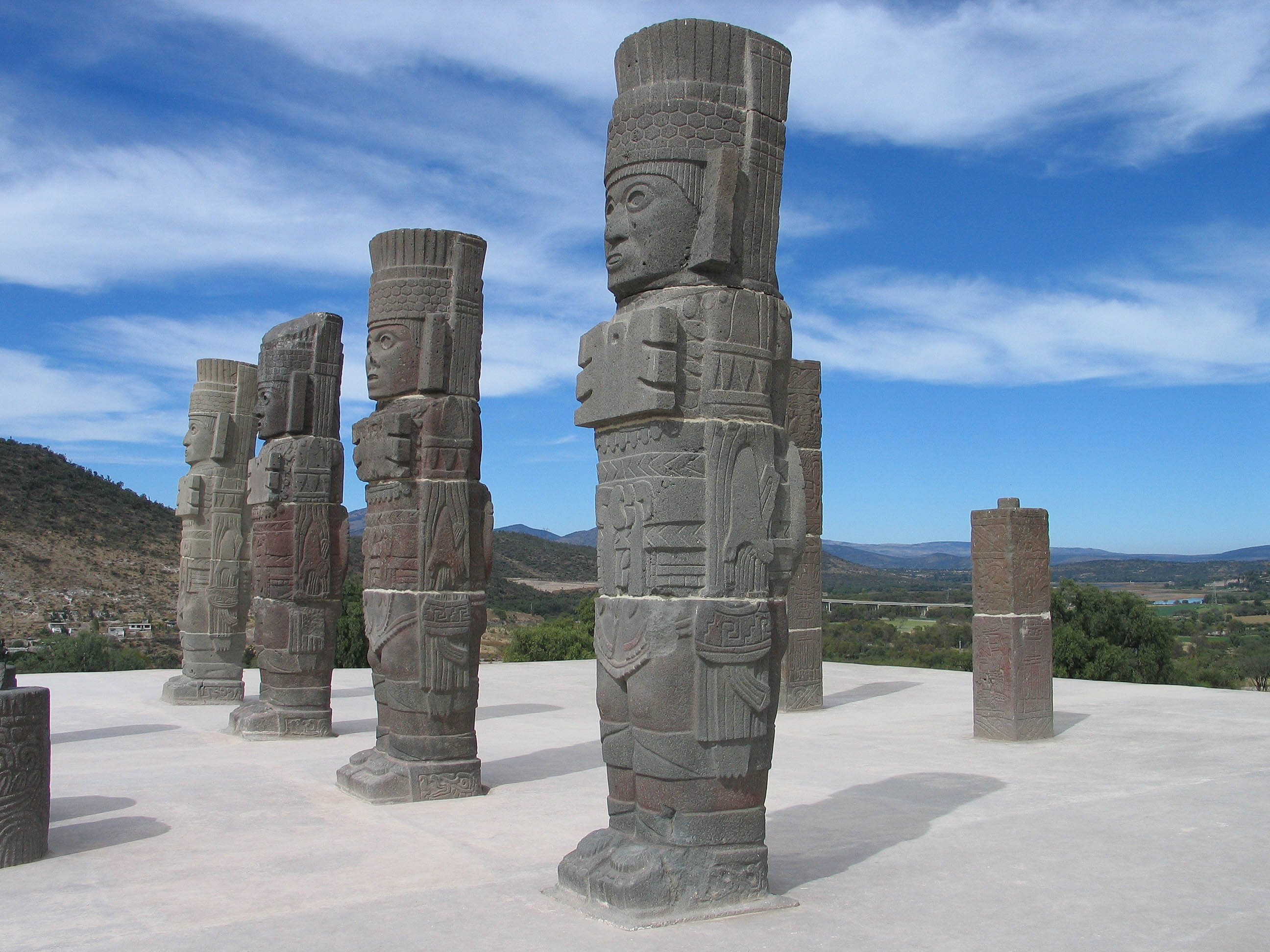
Statuen toltekischer Krieger samt Insignien auf dem Tempel des „weißen Gottes“ Quetzalcóatl

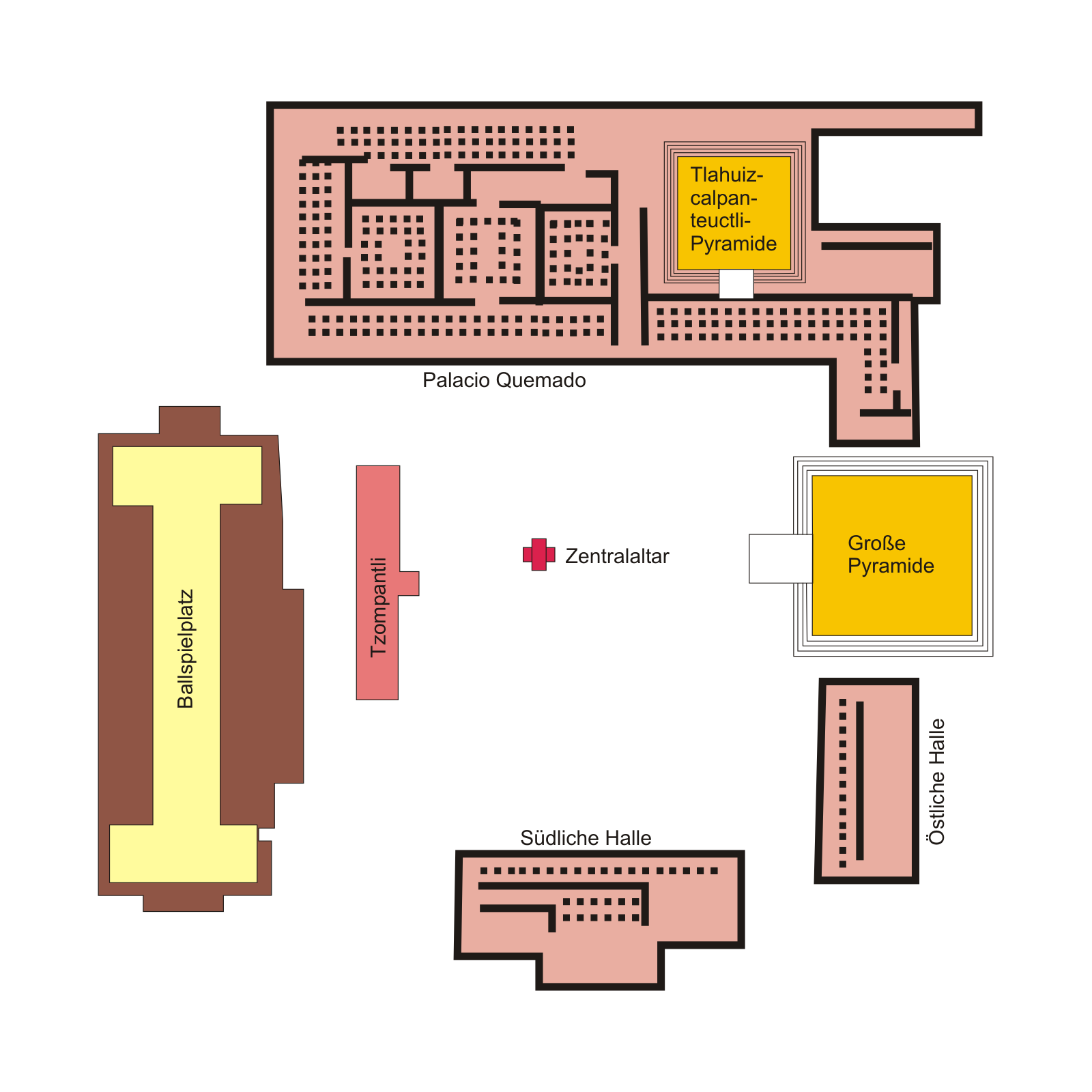
Plan des Zeremonialzentrums von Tula

Tula ist die moderne, hispanisierte Namensform des in der aztekischen Sprache Tōllān (übersetzt: Ort der Binsen) genannten Ortes. Zur Unterscheidung von anderen Orten, die diesen Namen ebenfalls trugen (wenngleich weniger als Eigenname, sondern eher als Ehrenbezeichnung) sagte man auch präziser: Tōllān Xicocotitlān. Der Ort war das kulturelle Zentrum der Tolteken. Die Ruinenstätte liegt 65 km nordwestlich des heutigen Mexiko-Stadt im Bundesstaat Hidalgo im Municipio Tula de Allende und war zwischen dem 10. und dem 12. Jahrhundert nach Christus bewohnt. Zweckmäßigerweise verwendet man für den Ort im historischen, vorspanischen Zusammenhang die Bezeichnung Tollan, für die Ruinenstätte und den modernen Ort Tula de Allende den Namen Tula.

## Die Stadt
Das Zentrum Tulas bildet eine große Zone, die vorwiegend zu zeremonialen Zwecken genutzt wurde. Sie wird von einer großen freien Fläche beherrscht, um die sich drei Säulenhallen gruppieren. Von weiterer Bedeutung sind noch das kleinere Zentrum Tula Chico, nördlich der touristischen Zone, das den älteren Mittelpunkt der Stadt bildete. Wohnsiedlungen umfassten einen weiten Bereich. Man nimmt daher an, dass im 11. und 12. Jahrhundert mehr als 60000 Menschen in Tula lebten. Teile der Wohnsiedlung sind westlich und südlich des modernen Einganges zur archäologischen Zone freigelegt aber nicht rekonstruiert worden.

### Pyramide des Tlahuizcalpantecuhtli

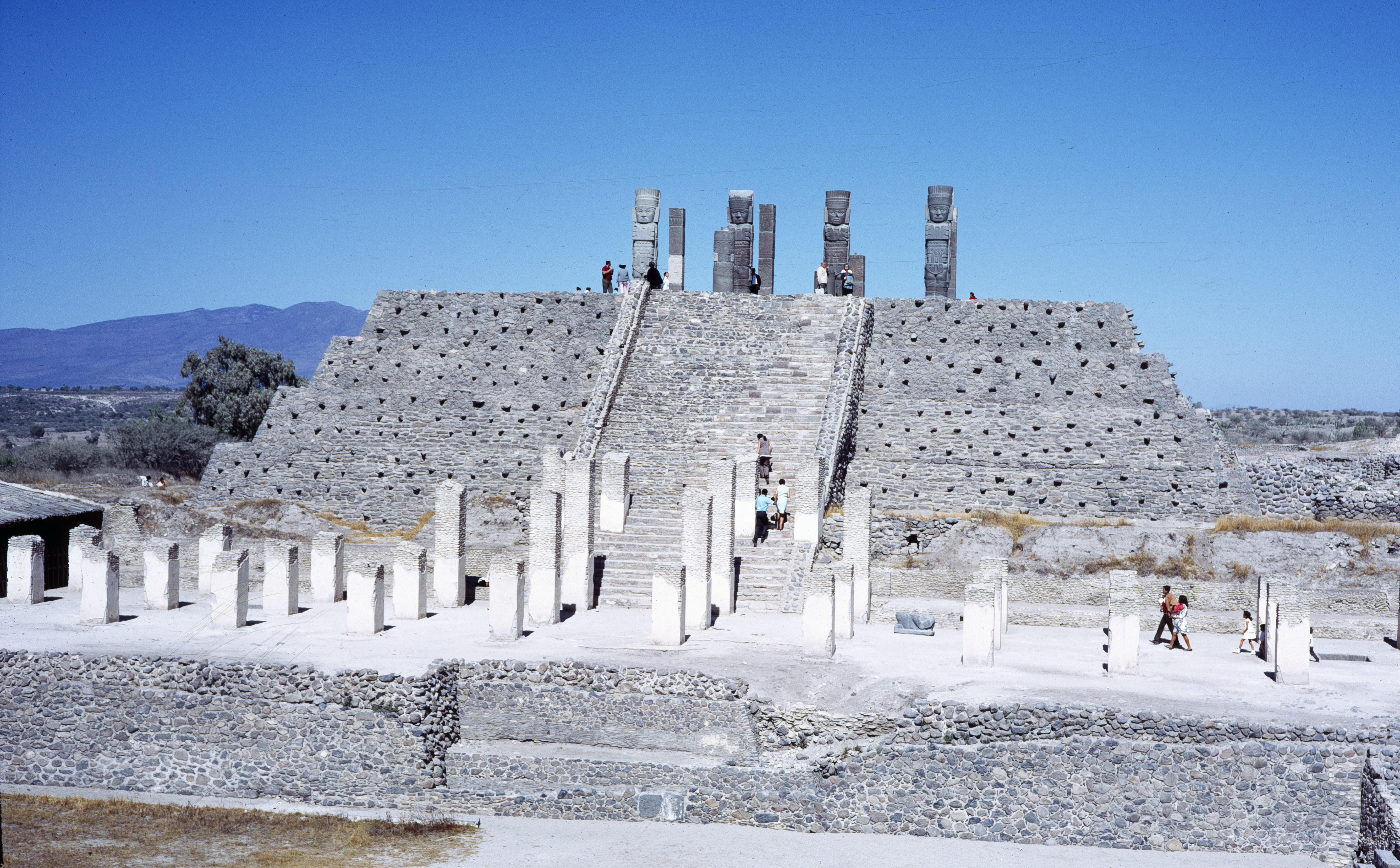
Tlahuizcalpantecuhtli-Pyramide

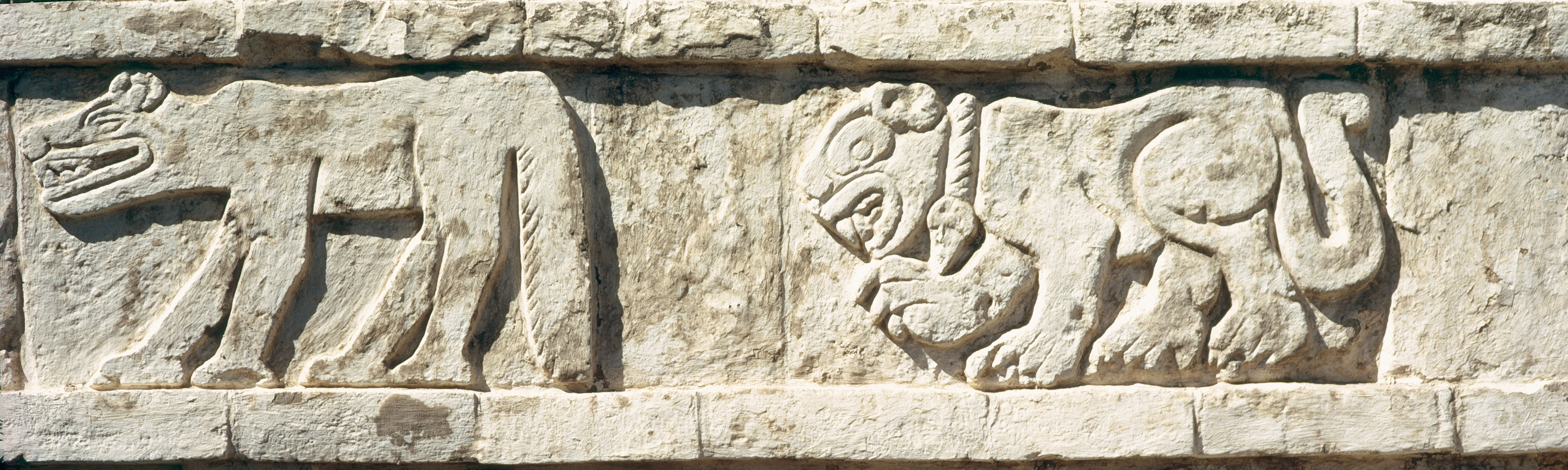
Jaguare und Coyoten

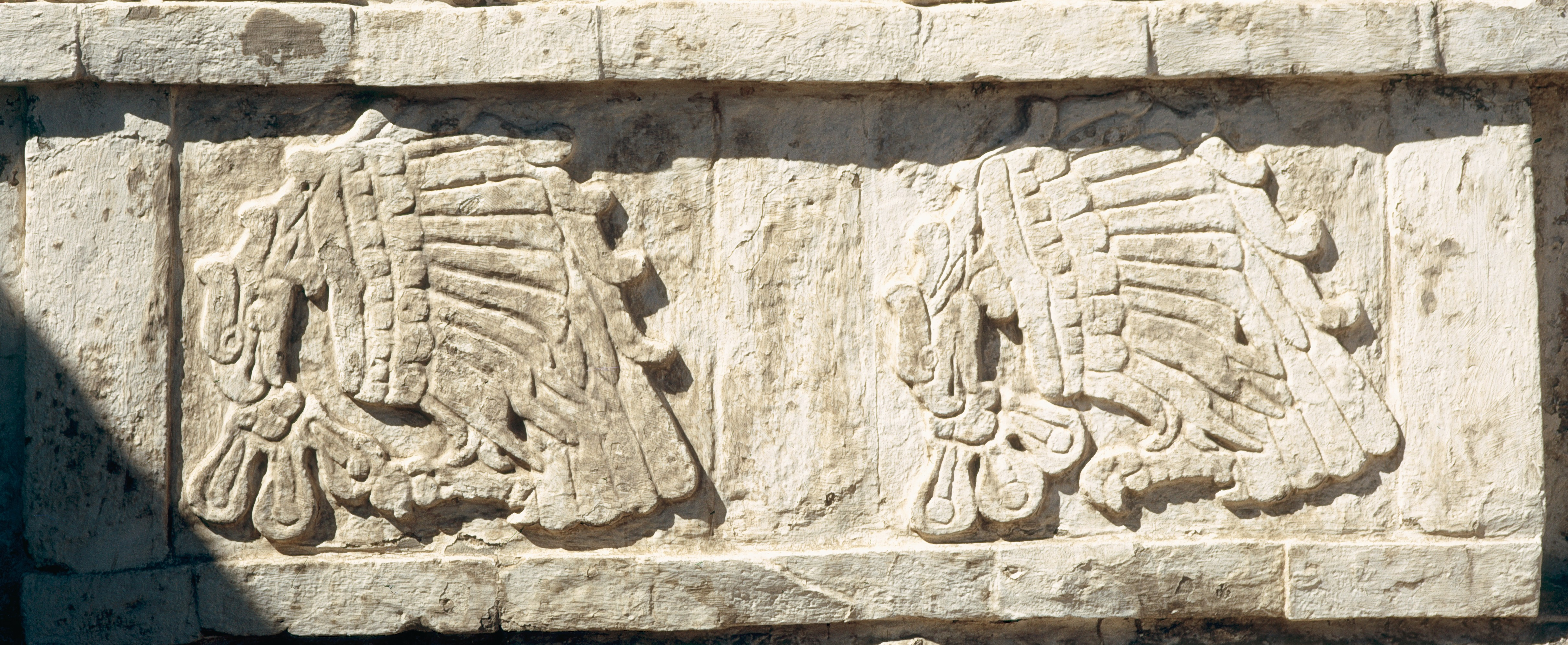
Adler fressen Herzen

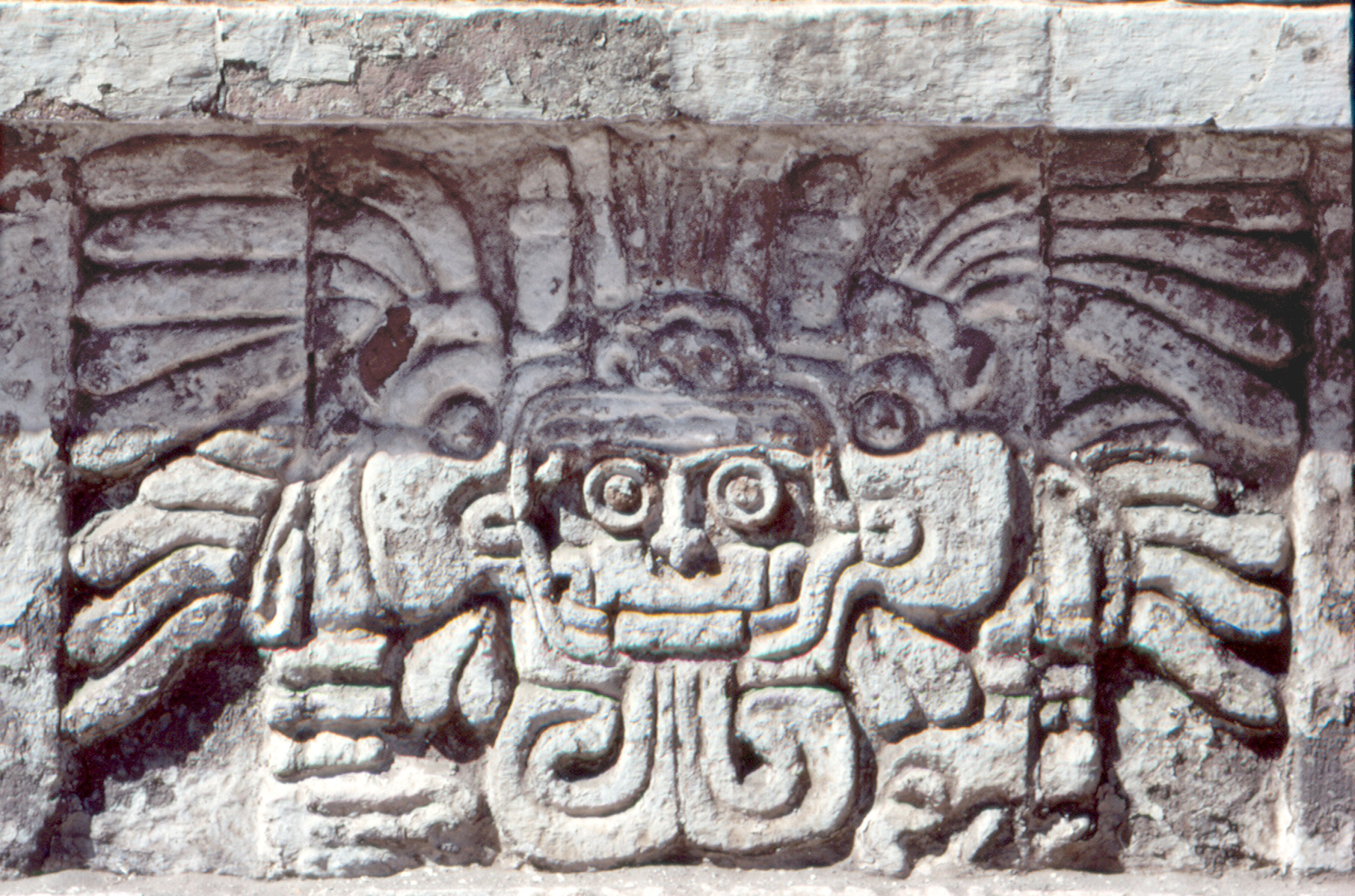
Vogelmensch-Relief

Das wohl bekannteste Gebäude dieser Zone ist die Morgenstern-Pyramide (auch Tempel des Quetzalcoatl, Morgenstern-Tempel, Tempel des Tlahuizcalpantecuhtli oder Tempel B). Es handelt sich um einen Pyramidenstumpf, der aus fünf übereinander angeordneten Pyramidenstufen besteht. Auf der Ostseite ist auf den beiden untersten Stufen in langen horizontalen Feldern der ursprünglich vermutlich die gesamte Pyramide umgebende flachplastische Dekor erhalten (an den anderen Seiten sind nur die aus der Wand hervorstehenden Zapfen erhalten, die der Fassadenverkleidung Halt gegeben haben). Die obere (erhaltene) Reihe zeigt eine ununterbrochene, nach Süden gerichtete Prozession von Jaguaren abwechselnd mit Kojoten (erstere mit Halsband und erhobenem Schwanz). Die untere Reihe enthält Gruppen von zwei Adlern, die sich an blutenden Herzen nähren. Dazwischen in vertieften Feldern die eigenartige en-face Abbildung eines Mischwesens aus Mensch (Gesicht) und Federschlange (überdimensionale, gespaltene Zunge, Federn zu den Seiten). Es wird vermutet, dass zumindest die Jaguar-Prozession ihre Vorbilder in Teotihuacán hat, wo es ähnliche Reihen von Jaguaren gibt. Unter dieser Reihe folgt eine leicht angeschrägte Fläche ohne Dekoration. Bemerkenswert sind die Tonrohre zur Ableitung des Regenwassers, die auf den Seiten der Pyramide unterhalb der Dekorationsschicht angebracht waren.
Auf der Oberfläche der Pyramide sind heute drei Arten von Steinmonumenten aufgestellt: runde Säulentrommeln, die zu den hochgerichteten Leibern von Federschlangen gehören, welche den Eingang getragen haben. Dahinter vier vollplastische Gestalten von toltekischen Kriegern (4,5 m hoch), mit ihrer charakteristischen Tracht und Bewaffnung, und schließlich quadratische Pfeiler mit flacher Zeichnung von Kriegern. Die moderne Aufstellung ist hypothetisch in starker Anlehnung an den Krieger-Tempel von Chichén Itzá. Die Monumente wurden zum größten Teil in einer tiefen Ausschachtung aus alter Zeit auf der Rückseite der Pyramide gefunden, die ein bewusster Akt der Zerstörung gewesen sein muss. Mit diesen umfangreichen Zerstörungen ist Keramik des Typs „Aztec II“ assoziiert, was auf die Urheber hinweist.
Wegen der Zerstörungen fehlt auch jegliche Spur einer das angenommene Tempelgebäude umschließenden Außenmauer. Auch die monumentale Treppe auf der Südseite der Pyramide ist in dieser Form rein hypothetisch, erhalten war nur der Abdruck der untersten Stufe auf dem Stuckfußboden der Vorhalle sowie der Abdruck der Treppenwangen.

### Pyramide C
Schräg gegenüber der oben beschriebenen Pyramide liegt der größere der beiden Tempel, der bisher nur teilweise ausgegraben wurde. Der Grundriss ist etwas anders: Die Treppe auf der Westseite verläuft nicht auf dem eigentlichen Pyramidenkörper, sondern auf einer vorgesetzten Konstruktion, wie sie ähnlich in Teotihuacán anzutreffen ist. Die Pyramide hatte ursprünglich fünf Stufen, die vermutlich ähnlich dekoriert waren wie die Seiten der Tlahuizcalpantecuhtli-Pyramide. Nach Teilen von Steinplastiken (im Museum von Tula) zu urteilen, hatte auch dieses Tempelgebäude Schlangensäulen am Eingang und Kriegerfiguren als Atlanten.

### Säulenhallen
Auf der Nord-, Ost und Südseite liegen unterschiedlich große Säulenhallen. Ihnen ist gemeinsam, dass sie zur großen Plaza hin eine einfache, doppelte oder dreifache Säulenreihe haben. An der dahinter liegenden Wand liefen niedrige, gemauerte Sitzbänke entlang, die zeitweise von höheren und weiter vorspringenden Plattformen unterbrochen waren, deren Seiten mit Prozessionen von Kriegern dekoriert waren. Durchgänge führten von diesen Säulenhallen in größere Raumkomplexe, die nur an der Nordseite der Plaza eingehend untersucht und rekonstruiert wurden. Auch hier ist die Rekonstruktion problematisch, Zitat des Ausgräbers Jorge Acosta: „Es ist eigenartig, dass bei der Ausgrabung von 48 Pfeilern [südlich der Tlahuizcalpanpyramide] keinerlei Spuren gefunden wurden, wie die Pfeiler konstruiert waren“.

### Palacio Quemado
Der wegen seiner Brandspuren so genannte „Verbrannte Palast“ liegt westlich der Tlahuizcalpantecuhtli-Pyramide. Hinter der Säulenhalle führt ein Durchgang zu einem quadratischen Raum mit zentralem Impluvium. Die im Boden sichtbaren Spuren weisen auf zwei Reihen von Säulen hin. Neben diesem Raum liegen zwei weitere, die von einem Korridor entlang der Pyramide bzw. von einer westlich gelegenen Säulenhalle zu betreten waren. Sie sind im Grundriss identisch. Dahinter liegen kleinere Räume. Unterhalb des Palacio wurde die Existenz eines großen Gebäudes aus der Phase Coyotlatelco (um 800) festgestellt sowie ein oder zwei früh-postklassische Konstruktionen. Die Funktion des Palacio dürfte ein Versammlungsort für die Kriegergesellschaften gewesen sein. Da keine Herde oder Schlafplätze gefunden wurden, ist eine Deutung als Wohngebäude unwahrscheinlich.

### Ballspielplätze

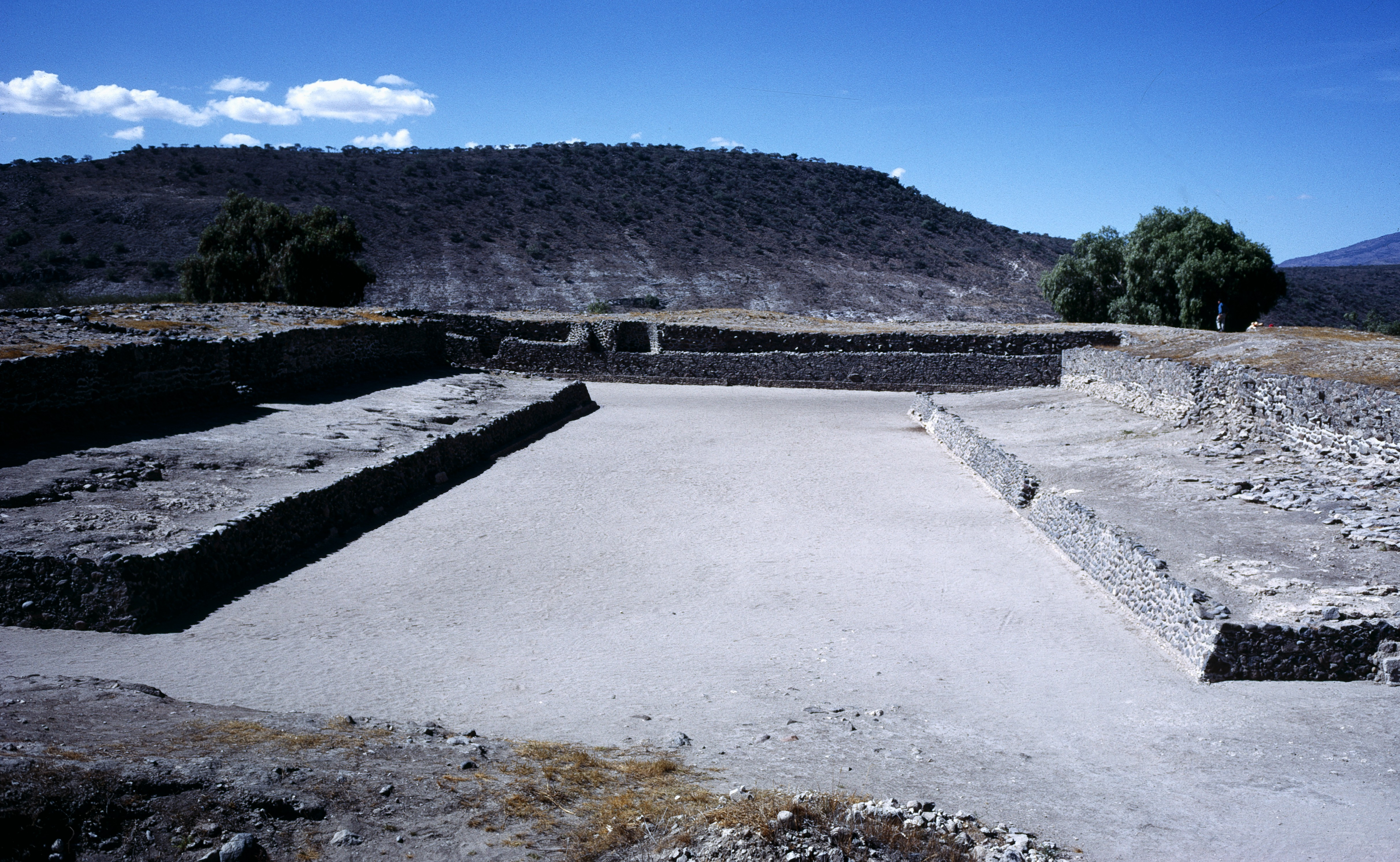
Ballspielplatz 1

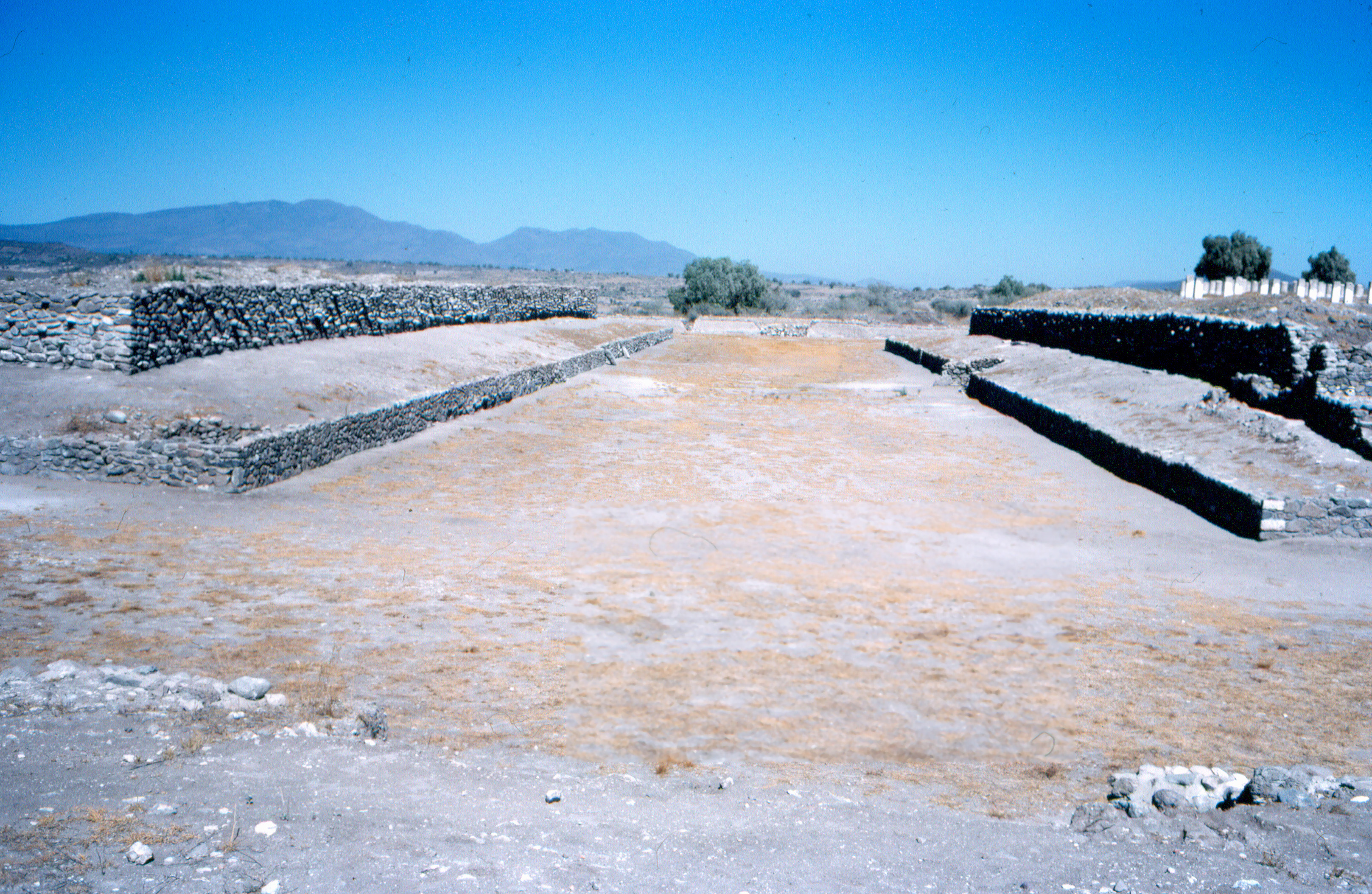
Ballspielplatz 2

Im zentralen Gebiet von Tula liegen zwei große Ballspielplätze: Einer nimmt beinahe die gesamte westliche Seite des großen Hofes ein, der andere liegt nördlich in geringer Entfernung von der Tlahuizcalpantecuhtli-Pyramide. Sie entsprechen dem spätklassischen Typ mit niedriger, schwach geneigter Reflexfläche und vertikaler Seitenwand (wie in Xochicalco). In alter Zeit waren vor allem die Seitenwände unterhalb der Reflexfläche mit Reliefs dekoriert, von denen jedoch nur geringe Reste erhalten sind. Die ursprünglich vorhandenen Steinringe in der Mitte der Seitenwände sind ebenfalls nicht erhalten, sichtbar sind die Stellen, wo sie in der Wand befestigt waren. Nach der Aufgabe und Zerstörung der Ballspielplätze wurden in ihnen kleinere Konstruktionen errichtet, so Schwitzbäder im Ballspielplatz 2. Die Funktion der Nischen an den Seitenwänden der Stirnseiten ist nicht geklärt.

### El Corral

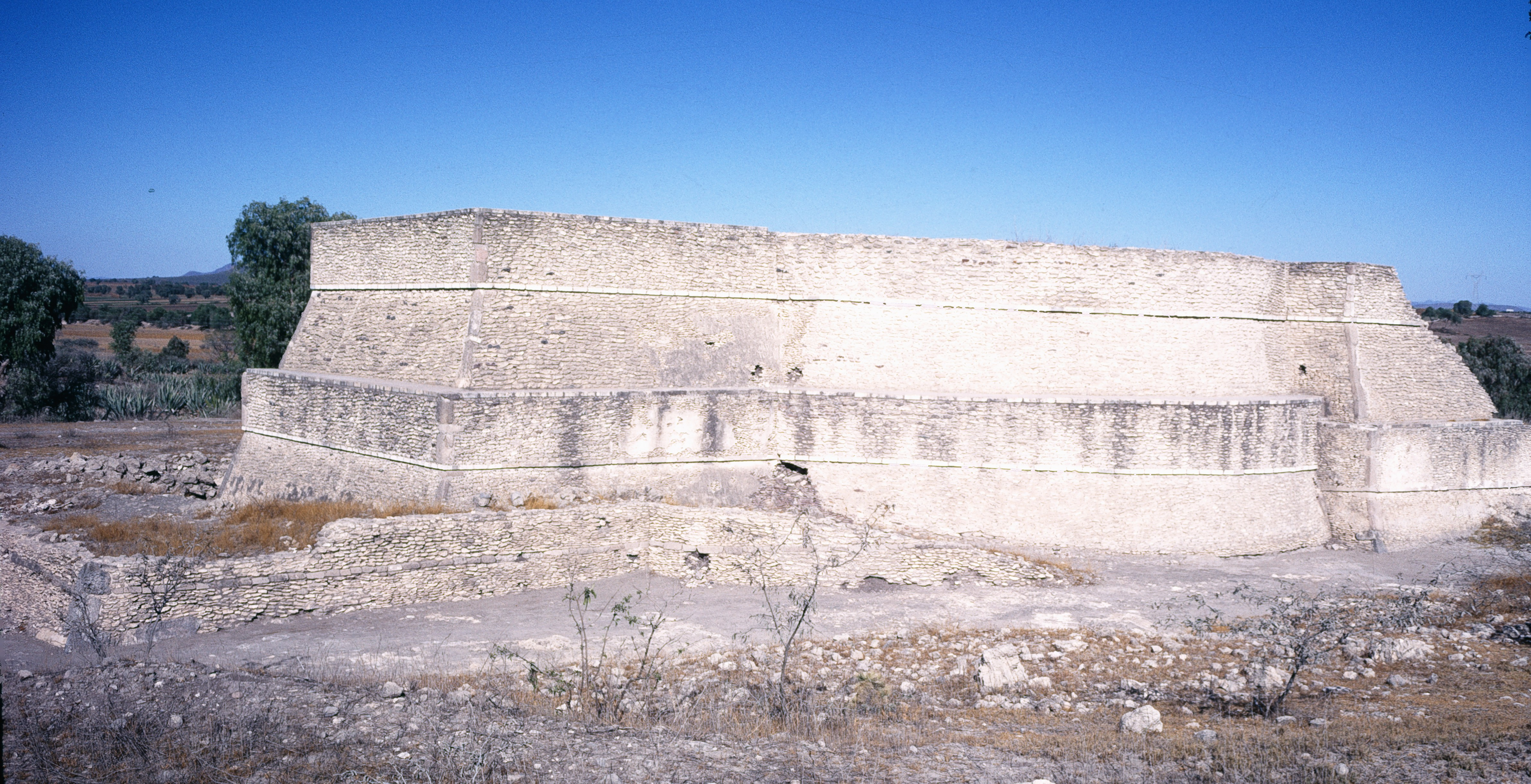
Pyramide El Corral

Eineinhalb Kilometer nördlich des Eingangs zur archäologischen Zone liegt eine Gruppe, in der Wohngebäude untersucht wurden. In diesem Komplex liegt auch die Pyramide, die einen eigenartigen Grundriss aufweist. Sie zeigt (von hinten nach vorn) einen rechteckigen Baukörper, einen breiteren, kreisrunden und einen rechteckigen, querliegenden, der die Treppe aufnimmt. Das Gebäude weist mindestens zwei Bauphasen auf, rekonstruiert wurde die ältere, die aus zwei Stufen besteht. Das jüngere, weit größere ist nur als niedriger Mauerrest erhalten. Auf einem kleinen Altar neben der Treppe waren Reliefs mit gekreuzten Knochen und Totenschädeln sowie anderen Figuren angebracht, sie befinden sich jetzt im lokalen Museum.

## Tula und Chichén Itzá

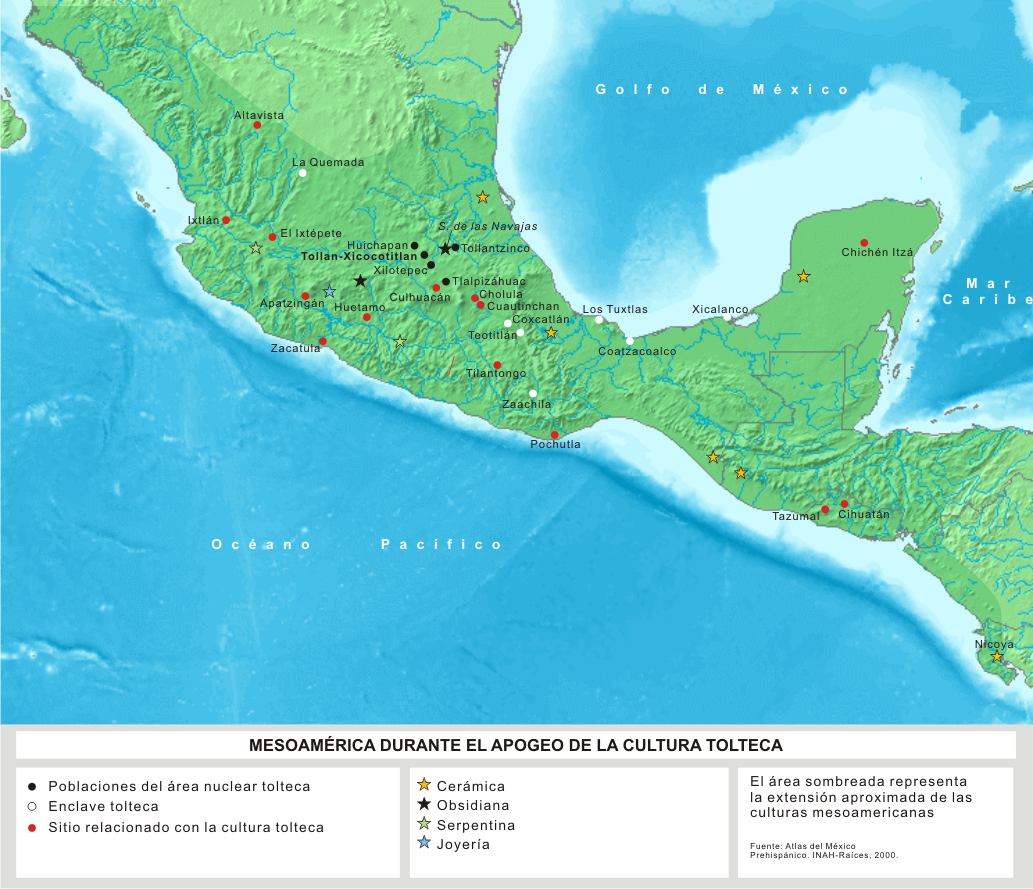
Lokalisation von Tula siehe unter Tōllān Xicocotitlān

Es besteht eine unzweifelhafte Ähnlichkeit mit den Bauten, der Anlage und dem Skulpturenschmuck von Chichén Itzá, der spätklassischen Stadt der Maya in Yucatan. Als Vermittler wurden die hypothetischen Maya-Tolteken angesehen. Manche der Ähnlichkeiten sind dadurch verstärkt oder überhaupt hervorgerufen worden, dass bei der Rekonstruktion der sehr stark zerstörten Gebäude Chichén Itzá zum Vorbild gewählt wurde.

## Geschichte
Die Tolteken wanderten rund zweihundert Jahre nach dem Untergang Teotihuacáns in Zentralmexiko ein und fanden dort ein Machtvakuum vor. Im 10. Jahrhundert stieg Tula zur vorherrschenden Macht in der Region auf, wahrscheinlich weil die Stadt die zuvor von Teotihuacán ausgebeuteten Obsidianlagerstätten unter ihre Kontrolle bringen konnte. Andere wichtige Faktoren waren der Status als wichtiger Verkehrsknotenpunkt und hohe landwirtschaftliche Erträge. Auf dem Höhepunkt der Macht besaß Tula vermutlich rund 30.000 Einwohner und war das führende Zentrum der Obsidianverarbeitung. Ebenso zeigen Keramikfunde, dass auch kulturelle Verbindungen ins östliche Mesoamerika bestanden; sogar mehrfarbige Keramik aus dem heutigen Costa Rica wurde entdeckt. Jedoch währte die Blüte der Stadt nicht lange, denn die großen Wohnviertel wurden bereits Mitte des 11. Jahrhunderts zerstört. Wann das Zeremonialzentrum zerstört wurde, ist noch unklar, zumindest wurden Brandspuren entdeckt und auch Spuren absichtlich abgerissener Pyramiden.